# Pont de Huy
Le pont de Huy est un pont liégeois traversant la Dérivation et reliant le quartier le Longdoz à la Boverie.

## Historique
Peu après la construction en 1866 du pont de Commerce, l'actuel pont Albert Ier, le conseil communal décida de prolonger cette voie de communication en construisant un nouveau pont sur la Dérivation, il fut inauguré en 1873. 
Le pont fut alors officiellement appelé pont Orban, mais il était fréquemment appelé pont de Huy du nom de la rue à laquelle il donnait accès.
En 1953, un nouveau pont d'architecture métallique fut construit pour remplacer l'ancien pont.